# Cristian Aliaga
Cristian Aliaga (Tres Cuervos, Buenos Aires, 18 de enero de 1962 - Buenos Aires, 16 de abril de 2024), escritor y periodista argentino. 

## Biografía
Nació en Tres Cuervos, provincia de Buenos Aires el 18 de enero de 1962.
Cursó sus estudios universitarios en la Universidad Nacional del Comahue donde se graduó en Comunicación (1984). Ha trabajado como periodista en diferentes medios desde entonces. Docente en la 
Universidad Nacional de la Patagonia y en la Universidad de Leeds (Reino Unido).
Publicó libros de poesía, textos de viajes y ensayos, y es autor de varias antologías y compilaciones.
Integró el consejo de redacción de la revista “Último Reino”, creó la revista digital Revuelto Magallanes y fundó la Editorial Universitaria de la Patagonia. 
Ha coordinado talleres de análisis y creación poética, con el patrocinio de la Fundación Antorchas, junto a Diana Bellessi, Arturo Carrera, Concha García, Alicia Genovese, Reynaldo Jiménez y Victor Redondo. 
En 2001 obtiene un postgrado en "Gestión en Cultura y Comunicación" en la Facultad Latinoamericana de Ciencias Sociales.
Tres años más tarde obtiene una Maestría en "Comunicación" otorgada por la Universidad Internacional de Andalucía.
En 2006 su libro “La sombra de todo”  recibió el "Primer Premio Nacional de Poesía" otorgado por el Fondo Nacional de las Artes.
Se reeditaron en un solo volumen sus libros “Lejía” y “No es el aura de Kant”, y apareció dos ediciones ampliadas de “Música desconocida para viajes”. 
Editó la obra poética de Juan Carlos Bustriazo Ortiz y varias antologías de narradores de la Patagonia. 
En 2009 editó la obra de 37 nuevos poetas en “Desorbitados. Poetas novísimos del sur de la Argentina” (FNA).
Ha realizado lecturas y dictado conferencias en Chile, Ecuador, España, Gran Bretaña y México. 
Grabó en disco compacto su obra “Un ring para dios” junto a Andrés Cursaro (productor ejecutivo), Osvaldo Bayer, Arturo Carrera, Avelino Naves, Palo Pandolfo e Ingrid Pelicori. 
Dirigió Espacio Hudson, Centro de artes & Editorial, en Lago Puelo (Chubut) y el periódico El Extremo Sur, y es columnista de Radio del Mar (Comodoro Rivadavia, Chubut).
Falleció en Buenos Aires, el 16 de abril de 2024.

## Obra

### Libros de su autoría
- Lejía (1988)
- No es el aura de Kant (1992)
- El pasto azul (1996)
- Estancia La Adivinación (1998)
- Música desconocida para viajes (2002)
- Estrellas en el vidrio (2003)
- La sombra de todo (2003)
- Lejía – No es el aura de Kant (2009)
- Música desconocida para viajes”, segunda edición ampliada (2009)
- "La suciedad del color blanco" (2013).
- "La caída hacia arriba" (2013).
- "El rincón de pedir" (2015).
- "The foreign pasión" (2016).
- "La pasión extranjera" (2018).

### Publicaciones en antologías
- Poetas 2. Autores argentinos de fin de siglo (1997)
- Patagonia, una tormenta de imaginario (1997)
- Abrazo austral. Poetas del sur de Argentina y Chile (1988)
- Poesía de la Patagonia (2005)
- Relatos de Patagonia (2005)
- Grageas. 100 cuentos breves de todo el mundo (2007)

## Como editor y antólogo

### Libros editados
- Comodoro Rivadavia, años de imagen (1997)
- La vida en el país del petróleo (2007)
- Herejía bermeja. Obra poética de Juan Carlos Bustriazo Ortiz  (2008)
- "Poesía política mapuche" (2010).
- "Reuëmn. Poesía de mujeres selknam, yamanas y mapuches" (2017).

### Antologías
- Sur del mundo. Narradores de la Patagonia (1992)
- Comodoro Rivadavia, años de imagen (1997)
- Patagónicos, narradores del país austral (1997)
- Los mejores relatos de la Patagonia, de Verne a Bayer (1998)
- La Patagonia y la Universidad del futuro (1999)
- Desorbitados. Poetas novísimos del sur de Argentina (2009)